# Amastra subsoror
†Amastra subsoror là một loài ốc đất thân mềm chân bụng có phổi hô hấp không khí thuộc họ Amastridae. Đây là loài đặc hữu của Hawaii.